# Núria Amat Garcia
|  | No s'ha de confondre amb Nuria Amat Noguera. |

Núria Amat Garcia   (Barcelona, 1945 - Martorell, 28 de maig de 2019) va ser una fotògrafa catalana. Va matricular-se a l'Institut d'Estudis Fotogràfics de Catalunya el 1976, on figura com la primera dona a obtenir el títol professional en arts gràfiques per aquesta mateixa institució.
Va destacar-se també com a activista feminista, fundant l'Associació de Dones Progressistes de Martorell i encapçalant-ne la presidència, des de 1996 a 2016. També va participar en les Jornades Catalanes de la Dona de 1976.
Va exposar, individualment i col·lectivament, a Catalunya, especialment a Barcelona i Martorell, a les Illes Balears, a diverses ciutats espanyoles i a París. També va ser comissària d'exposicions de fotografia d'autors com Centelles, Cumella, Olivella o Rigol.